# Урочиста меса (Берліоз)

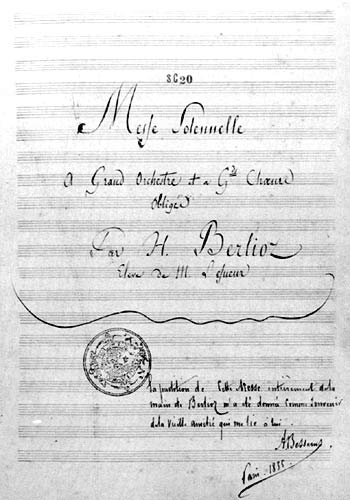
Титульна сторінка «Урочистої меси»

Урочиста меса (фр. La Messe Solennelle) — перший великий твір Гектора Берліоза.
Написана для трьох солістів (сопрано, тенор, бас), хору і оркестру, що складається з інструментальної інтродукції і 13 вокально-хорових частин. Дванадцять з них — Kyrie, Gloria, Gratias, Quoniam, Credo, Incarnatus, Crucifixius, Resurrexit, Motet pour l'Offertoire, Sanctus, Ô Salutaris и Agnus Dei — написані на канонічний латинський текст, фінальна частина, Domine, salvum, являє собою невелику молитву за короля і включена до меси додатково.

## Доля твору
Меса була створена 20-річним композитором у 1824 році й вперше виконана в паризькій Церкви Святого Роха 25 липня 1825 року, а потім в 1827 році була повторно виконана в паризькій ж Церкві Святого Євстахія. Незабаром після цього, за спогадами композитора, він знищив ноти меси:

Я вилучив з неї Resurrexit, яким був достатньою мірою задоволений, а інше спалив, разом зі сценою з «Веверлея», оперою «Естель» і однією ораторією на латинський текст («Прохід через Червоне море»), яку ще тільки збирався завершити.

Протягом більш як півтора століття цей твір Берліоза вважалося втраченим. Однак в 1991 р. бельгійський церковний органіст і кантор Франс Моорс повідомив про те, що 420-сторінковий авторський рукопис меси знаходиться в невеликому зібранні нот церкви Святого Карла Борромео в Антверпені. Цей рукопис Берліоз подарував своєму другові, скрипалеві Антуану Бессемсу, про що говорить зроблений Бессемсом на титульному аркуші напис, датований 1835 роком: «Партитура цієї меси, повністю писана рукою Берліоза, була подарована мені на пам'ять про давню дружбу, яка нас пов'язує» (фр. La partition de cette Messe, entièrement de la main de Berlioz, m’a été donnée comme souvenir de la vieille amitié qui me lie à lui.); з тексту незрозуміло, чи був подарунок зроблений саме в цей час або раніше. Після смерті Бессемса в 1868 році партитура, мабуть, потрапила до його молодшого брата, який в цей час керував у цій антверпенській церкві хором. Ноти пролежали в церкві близько ста років, у середині 1950-х років священик і органіст храму внесли їх в опис церковного зібрання нот, що зберігався в дерев'яній скрині поруч з місцем органіста, проте їм не спало на думку, що цей рукопис являє собою якусь особливу цінність. Моорс спочатку збирався просто зняти копію з рідкісного твору, щоб збагатити їм свій репертуар, однак виявив, що оригінальний запис Берліоза незручний для сучасних виконавців. Він почав працювати над її транскрипцією, поступово зацікавився твором і спробувавши отримати про нього додаткові відомості з'ясував, що цей твір вважається безповоротно втраченим. Тоді він звернувся до німецького музичне видавництво Bärenreiter, працювало над випуском повного зібрання нот Берліоза, і в британську звукозаписну фірму Philips, для якої диригент Джон Еліот Гардінер записував ряд творів Берліоза. За направленням видавців видатний експерт з музики Берліоза Х'ю Макдоналд підтвердив справжність почерку композитора, і 22 листопада 1992 року про знахідку було офіційно оголошено пресі.

## Прем'єра
Фірма «Philips» надала можливість першого виконання Меси Джону Еліоту Гардінеру і його Революційно-романтичному оркестру. Однак французький уряд — за деякими відомостями, згідно з наполяганнями президента Франсуа Міттерана — домагався, щоб прем'єра відбулася на французькій землі під керівництвом французького диригента. У результаті перше виконання новознайденого твору відбулося 3 жовтня 1993 року в Мюнхені (солісти — сопрано Донна Браун, тенор Жан Люк Віала і бас Жиль Кашмай), і потім протягом 10 днів Гардінер виконав месу в Відні, Мадриді і нарешті 12 жовтня в Лондоні в Вестмінстерському соборі. У той же час французька прем'єра відбулася 7 жовтня 1993 року в Базиліці Святої Марії Магдаліни в Везле з оркестром і хором Краківської філармонії під управлінням Жана Поля Пенена (сопрано Кріста Пфайлер, тенор Рубен Веласкес, бас Жак перон). Записано і випущені на CD були французьке і лондонське виконання, тому запис Пенена вважається першим, а Гардінера другий.